# Fonds d'équipement rural et de développement économique et social
Le fonds d'équipement rural et de développement économique et social ou FERDES était un organisme français créé en 1949 et chargé d'encourager et de financer le développement d'actions en milieu rural dans les colonies. Il correspondait à un programme de petits travaux (écoles, marchés, dispensaires , etc.).
La communauté rurale s'engageait pour un tiers du financement (en argent, nature, matériaux , etc.), le budget territorial participant pour 1/3 et le budget général pour le 1/3 restant.
Le FERDES était complémentaire du Fonds d'investissement pour le développement économique et social (FIDES)